# Vigilia de los Príncipes

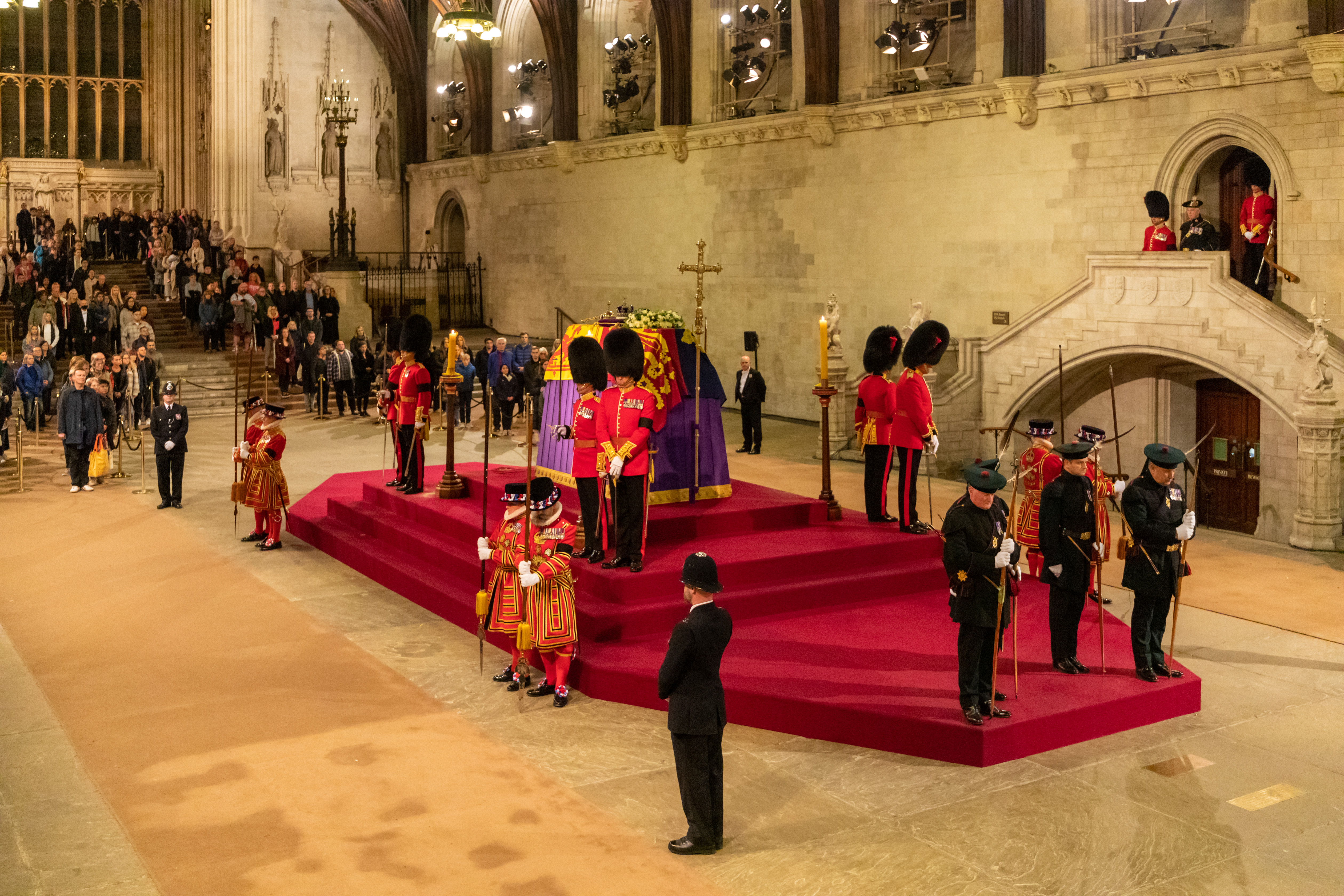
Velatorio de Isabel II en el Westminster Hall

Se conoce como Vigilia de los Príncipes a las tres ocasiones en que miembros de la Familia Real Británica "hicieron guardia" durante la capilla ardiente de uno de sus parientes durante o como parte de un funeral de estado o funeral ceremonial, se han registrado cuatro vigilia de los príncipes desde que se tiene registro, siendo la primera la del rey Jorge V y la última de la reina Isabel II. 
En 2022, en ocasión de las exequias de la reina Isabel II, por primera vez participaron mujeres en la vigilia, estas fueron la princesa Ana, que participó en la vigilia con los hijos de la reina, y las princesas Eugenia y Beatriz, lady Luisa y Zara Tindall, que participaron de la vigilia compuesta por los nietos de la reina.

## Jorge V
Eduardo VIII, Alberto de York, Enrique de Gloucester y Jorge de Kent montaron la guardia el 27 de enero de 1936 en la capilla ardiente de su padre, el rey Jorge V. (Un quinto hijo, Juan, falleció antes que su padre en 1919). La vigilia tuvo lugar después de que Westminster Hall se cerró al público durante la noche.
No existe ningún registro fotográfico conocido de este evento, aunque se hizo una pintura después del funeral del Rey. La pintura al óleo fue producida por Frank Beresford como la pintura oficial de la capilla ardiente del Rey, y fue exhibida por primera vez en la exhibición de la Royal Academy de 1936 en  Burlington House. La pintura, llamada La Vigilia de los Príncipes: 12.15 a.m., 28 de enero de 1936, fue posteriormente comprada por la reina María para regalársela a su hijo, el rey Eduardo VIII, en su cumpleaños. En la pintura, se representa al rey vistiendo el uniforme de la Grenadier Guards, de quien era el Coronel en Jefe, el Duque de Gloucester viste el uniforme completo de la 10.ª Real Húsares (el regimiento en el que sirvió), mientras que el Duque de Kent está en uniforme ceremonial de vestimenta de la Royal Navy. El duque de York no se ve por completo en la pintura, aunque al final del catafalco opuesto al Rey hay una figura con el uniforme completo de Foot Guards; en este punto en el tiempo, el Duque de York se desempeñó como Coronel del Regimiento de la Guardia Escocesa.

## Jorge VI
Durante la capilla ardiente del rey Jorge VI no se realizó de vigilia de los príncipes porque el rey no tenía hijos varones y en los años 50 no se consideraba adecuado que mujeres formaran parte del ritual. La nueva reina Isabel II, acompañada de la reina madre, la princesa Margarita y el duque de Edimburgo sí asistieron a la capilla, pero se ubicaron en un costado del féretro realizando acto de presencia.

## Isabel, la reina madre
Carlos, príncipe de Gales; Andrés, duque de York; Eduardo, conde de  Wessex; y David Armstrong-Jones, vizconde Linley, montaron guarda a las 16:40 UTC del 8 de abril de 2002 en la capilla ardiente de su abuela, la reina madre Isabel (viuda del rey Jorge VI, madre de Isabel II). Los cuatro relevaron al guardia de la Royal Company of Archers, y fueron relevados por el Yeomen of the Guard después de su vigilia de 20 minutos. Tanto el príncipe de Gales como el duque de York vistieron uniforme naval, mientras que el conde de Wessex y lord Linley llevaban chaqué; el conde de Wessex sirvió en el Royal Marines, pero optó en aquel entonces por irse antes de completar el entrenamiento básico, mientras que lord Linley nunca ha servido en las fuerzas armadas. Presentes durante el cambio de la guardia, estuvieron los dos hijos del príncipe de Carlos, Guillermo y Enrique.

## Felipe de Edimburgo
En 2021, tras el fallecimiento del duque de Edimburgo, y debido a sus propios deseos y a la pandemia de COVID-19, no se reprodujo este ritual, aunque en su procesión fúnebre, la escolta realizada por sus cuatro hijos sí se llevó a cabo.

## Isabel II
Isabel II y Felipe de Edimburgo tuvieron cuatro hijos, cuatro nietos y cuatro nietas. Los planes oficiales para el funeral de la reina, la llamada "Operación Puente de Londres", indicaban que todos los hijos de la reina mantuvieran vigilia ante el féretro de su madre durante quince minutos. Por primera vez una mujer participó en la vigilia, Ana del Reino Unido, princesa real. La reina Camila y la condesa de Wessex estuvieron sentadas; el duque de Gloucester y el vicealmirante sir Timothy Laurence se situaron de pie, detrás de ellas. Esto fue en la vigilia en Edimburgo.
Posteriormente se repitió la vigilia en Londres, en la que participaron nuevamente los hijos de la reina en otra vigilia en Westminster, Isabel II es la primera monarca británica en tener dos vigilias de príncipes, ya que los nietos de la reina también participaron de una vigilia independiente, en ella participaron sus seis nietos, el príncipe de Gales, el duque de Sussex, la princesa Beatriz de York, la princesa Eugenia de York, lady Luisa, el Vizconde Severn, Peter Phillips y Zara Tindall.